# Joan Casas i Fuster
Joan Casas i Fuster (l'Hospitalet de Llobregat, Barcelonès, 31 d'agost de 1950) és un dramaturg, crític teatral, traductor i professor català.
Després de fer d'actor, escriure i participar en alguns certàmens literaris, i d'iniciar a la Universitat de Barcelona consecutivament els estudis de geologia, periodisme i filologia, els quals finalment deixa inacabats, es forma en direcció escènica a l'Institut del Teatre de Barcelona, on ha exercit, durant vint-i-set anys, com a professor del Departament de Teoria i Història del teatre. Durant la seva trajectòria al voltant del món del teatre ha estrenat obres teatrals com El soldat i el diable (1987), El banquet (1990), Nus, Ready-made (1992) o La ratlla dels cinquanta (2001). Ha publicat altres peces teatrals, com ara Al restaurant (1993), Nocturn corporal (1993) o L'últim dia de la creació (2001). En la seva faceta de traductor teatral ha estrenat obres de Goldoni, Anton Txèkhov, Marivaux, Dario Fo, Eugène Labiche, Hristo Boitxev, Raymond Cousse, Helder Costa, Enzo Cormann, Michel Vinaver o Lionel Spycher, entre d'altres.
També ha conreat el gènere de la narrativa (Pols de terrat, 1980 reed. 2006; Fora de casa, 2008). Ha publicat un parell de volums de proses (Amb la terra a la cintura, 2010, Illa de Grècia, 2014) i quatre volumets de poesia, sensible a la influència de Feliu Formosa, en col·laboració amb el qual ha publicat, a més, un parell de poemaris. També ha escrit abundants articles, estudis literaris i material d'assaig com Diderot i el teatre (1986).
Té una llarga executòria com a traductor literari del francès, l'italià i el portuguès. A partir de 2005 es dedica intensament a la traducció del grec modern, sobretot de l'obra del poeta Iannis Ritsos.
Ha estat corresponsal del Diario de Barcelona, on a partir de 1987 ha exercit com a crític teatral. Ha escrit i ha exercit la crítica teatral als diaris Avui, entre 1990 i 1993, i El Observador, i també a la revista Serra d'Or. Ha dirigit la revista de teatre Pausa entre 1990 i 1995, i des del 2007, Estudis Escènics, la revista de l'Institut del Teatre de Barcelona.
El maig del 2017 Casas va fer una donació de 2.400 llibres a l'Escola Superior d'Art Dramàtic i Dansa d'Euskadi, Dantzerti.

## Premis i reconeixements[1][2]
- Premi Víctor Català de narrativa, per Pols de terrat (1979)
- Premi Miquel de Palol de poesia, per Tres quaderns (1985)
- Premi Joan Alcover de poesia, per Amb efecte (1987)
- Premi Ignasi Iglésias, per Nus (1990)
- Premi Crítica Serra d'Or 1993, per Nus (1990)
- Premi de Teatre Ciutat d'Alcoi, per Nocturn corporal (1993)
- Premi Giovanni Pontiero de traducció del portuguès 2003, No entris tan de pressa en aquesta nit obscura, d'Antonio Lobo Antunes
- Premi Jordi Domènech de traducció de poesia 2005), per Tard, molt tard, de nit entrada, de Iannis Ritsos
- Premi Rovira i Virgili d'assaig 2009, per Amb la terra a la cintura: (d'un dietari de 1997)

## Obres
- Casas, Joan; Formosa, Feliu. La cantant barbuda: una introducció al teatre de l'estúpid.  Calonge: AdiA Edicions, 2022, p. 137. ISBN 978-84-124298-3-1. OCLC 1343089921.